# Espurio Veturio Craso Cicurino (decenviro)
Espurio Veturio Craso Cicurino  fue un político y legislador romano del siglo V a. C. perteneciente a la gens Veturia. Fue miembro del primer colegio de decenviros.

## Familia
Veturio fue miembro de los Veturios Crasos, una rama familiar patricia de la gens Veturia, y padre del tribuno consular Espurio Veturio Craso Cicurino.

## Identificación
Las fuentes literarias no se ponen de acuerdo en la identificación de este decenviro. Tito Livio le da el praenomen Lucio, Dionisio de Halicarnaso (quien indica que todos los decenviros eran de rango consular) el de Tito y Diodoro Sículo Espurio. Los Fasti Capitolini coinciden con este último en identificar al decenviro con Espurio y lo llaman Espurio Veturio Craso Cicurino. Mientras que Lucio y Espurio no se corresponden con otros Veturios de la época, Tito podría corresponder a Tito Veturio Gémino Cicurino, el cónsul del año 462 a. C., según Thomas Robert Shannon Broughton.